# Silvester II.

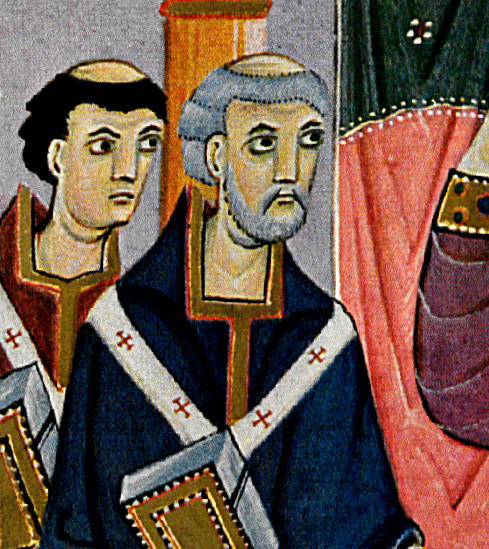
Papst Silvester II. (rechts); Ausschnitt aus dem Dedikationsbild im Evangeliar Ottos III.; Buchmalerei vom Meister der Reichenauer Schule, um 1000

Silvester II. (vorher Gerbert von Aurillac, auch Gerbert von Reims; * um 950 in Aquitanien; † 12. Mai 1003 in Rom) war ein Mathematiker, Abt von Bobbio, Erzbischof von Reims und Ravenna sowie schließlich Papst vom 2. April 999 bis zu seinem Tod im Jahr 1003. Ungewöhnlich an seiner Laufbahn ist seine Abstammung aus einfachen und ärmlichen Verhältnissen – Bischöfe und Päpste seiner Zeit wurden gewöhnlich nur Personen, die dem Hochadel entstammten. Erst im 13. Jahrhundert wurde mit Pietro di Morrone erneut jemand zum Papst gewählt, der einer vergleichbaren sozialen Schicht wie Silvester II. entstammte.
Seine Wahl verdankte er der Unterstützung durch den jungen Kaiser Otto III., der sein Schüler war. Dies spiegelt sich auch im gewählten Papstnamen wider. Silvester I. soll der (widerlegten) Legende nach ein Berater Konstantins des Großen gewesen sein.

## Leben

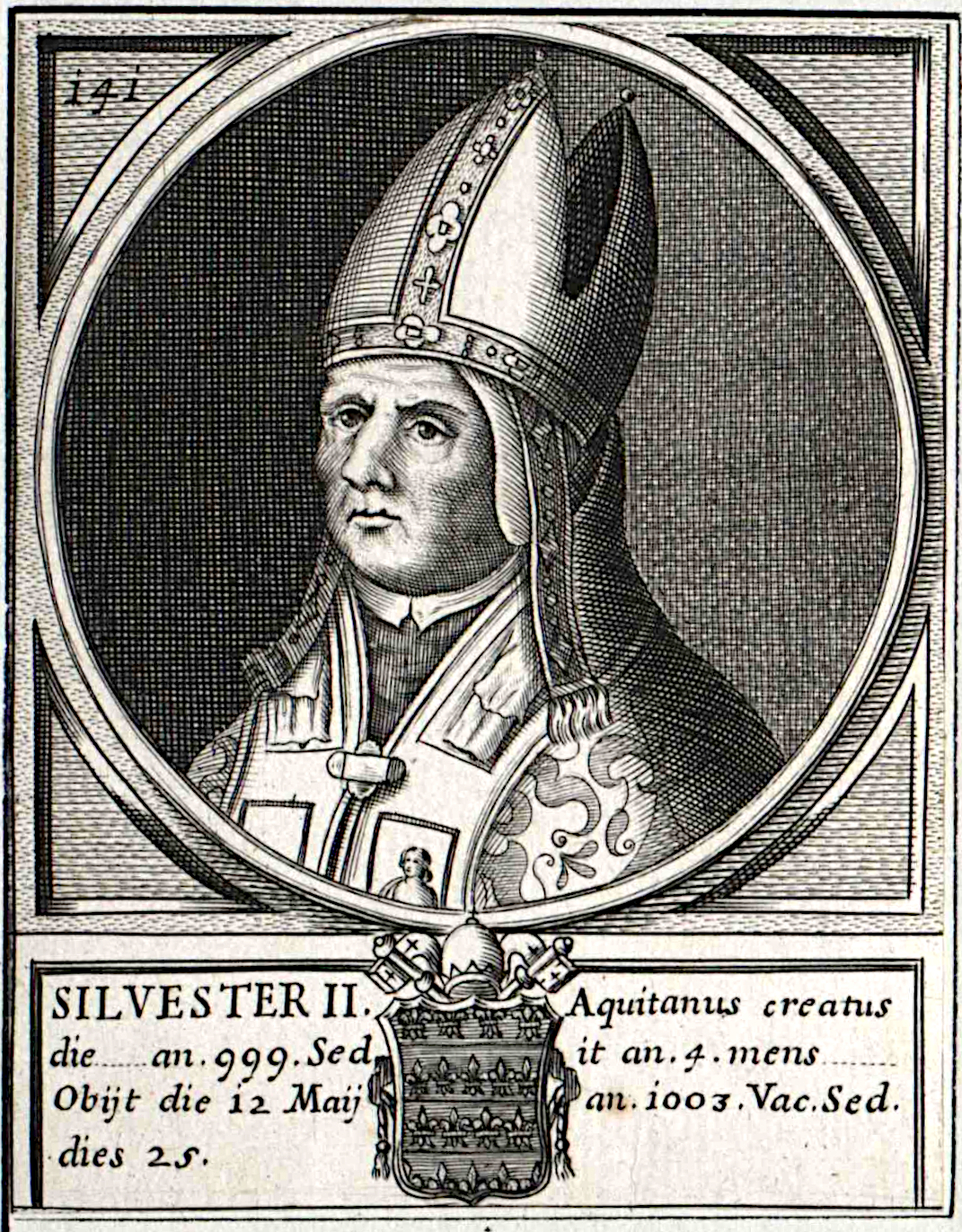
Silvester II. (Kupferstich des 18. Jhds. nach einer Vorlage des 16. Jhds. mit vermutetem Papstwappen)

Über das Leben Gerberts von Aurillac ist vergleichsweise viel bekannt, weil einer seiner Schüler, der Mönch Richer von Reims, eine Geschichte Frankreichs verfasste und in diesen Richeri historiarum libri IV auch ausführlich auf die Laufbahn seines Mentors einging. Daneben sind eine Reihe seiner Briefe erhalten.
Gerbert von Aurillac wurde in der Nähe von Aurillac im Süden Frankreichs geboren und trat im Jahr 963 in das Kloster Sant Guerau d’Orlhac (Orlhac okzitanisch, Aurillac französisch) ein. Vermutlich war er auf Grund seines niederen Standes zunächst ein Laienbruder, der Abt des Klosters erkannte jedoch frühzeitig seine Begabung und ermöglichte es ihm, als Mönch geweiht zu werden. In einem seiner späteren Briefe hielt Gerbert von Aurillac fest, dass er diesem Abt alles verdanke. 967 fiel der junge Mönch dem katalanischen Adeligen Borrell II. auf, der im Kloster zu Besuch war. Gerbert von Aurillac begleitete ihn vermutlich als Sekretär zurück nach Barcelona. Am Hof des Grafen von Barcelona erhielt er eine wissenschaftliche Ausbildung unter der Leitung von Bischof Ató de Vic, einem angesehenen Experten für Mathematik, Astronomie und Musik. Er hielt sich drei Jahre im Kloster Santa Maria de Ripoll  (Ripollès) auf. Ob er in dieser Zeit nach Córdoba und Sevilla reiste ist unklar. Der Aufenthalt in der katalanischen Grafschaft, an der Grenze zum Kalifat von Córdoba ermöglichte ihm durch den Kontakt zur arabischen Wissenschaft das Studium der Mathematik und Astronomie zu vertiefen und erstmals das Dezimalsystem im christlichen Europa zu verwenden. Er erreichte einen Wissensstand, der im christlichen Resteuropa ungewöhnlich hoch war. 969 machte Borrell eine Pilgerreise nach Rom und nahm Gerbert von Aurillac mit. Gerbert traf dort Papst Johannes XIII. und Kaiser Otto I. Der Papst überzeugte Otto, Gerbert als Tutor für seinen jungen Sohn, den zukünftigen Kaiser Otto II. einzusetzen. Später wurde Gerbert nach Reims im Norden Frankreichs entsendet, um dort seine Studien zu vervollständigen. In aus dieser Zeit erhalten gebliebenen Briefen erläutert er unter anderem, warum er der Arithmetik so großen Wert beimaß.
Um das Jahr 982 wurde Gerbert von Aurillac durch die Unterstützung seines früheren Schülers Otto II. Abt im italienischen Kloster Bobbio. Er scheiterte in diesem Amt jedoch weitgehend. Das Kloster war verarmt und die Mönche stellten sich gegen ihn, der sein Amt nur der Patronage durch den Kaiser verdankte. Gerbert verließ schließlich dieses Kloster und kehrte nach Reims zurück, wo er Sekretär des Erzbischofs wurde. Nach der Absetzung seines Dienstherren im Jahre 991 folgte Gerbert ihm in diesem Amt. Er galt als einer der führenden Gelehrten seiner Zeit.
Ab dem Jahr 997 war Gerbert persönlicher Lehrer und politischer Berater des jungen deutschen Kaisers Otto III. (980–1002), der ihn 998 zum Erzbischof von Ravenna und schließlich 999 zum Papst machte. Als Papst konnte er die Politik Ottos unterstützen (Renovatio imperii Romanorum). Das große Ziel Silvesters bestand darin, unter dem Schutz Ottos wieder Frieden in der unruhigen Zeit herstellen zu können. Allerdings konnte er dieses Vorhaben nicht verwirklichen, da er nach einer Erhebung des römischen Adels im Jahr 1001 die Stadt verlassen musste. Er kehrte erst kurz vor seinem Tod wieder nach Rom zurück.
Im Mai 1003 verstarb Gerbert und wurde in der Erzbasilika St. Johann im Lateran beigesetzt. Im Jahr 1308 zerstörte ein Brand das ursprüngliche Grabmal. In San Giovanni befindet sich ein Kenotaph aus dem 17. Jahrhundert.

## Wissenschaftliche Tätigkeit

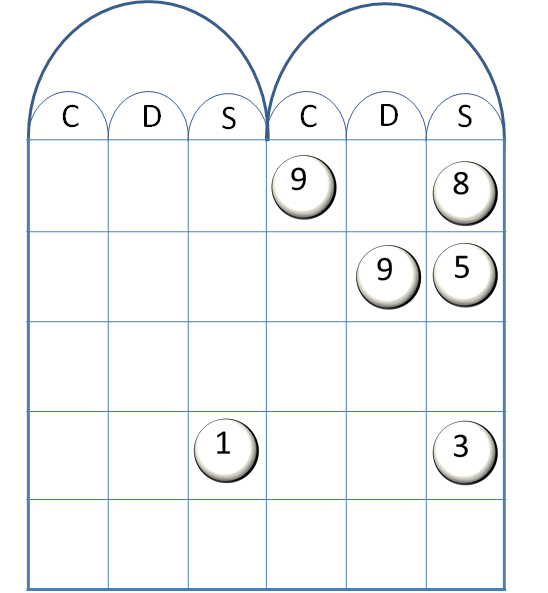
Modell der Addition 908+95 auf einem Teil von Gerberts Abakus (mit modernen Ziffern, nicht denen von Gerbert)

Den politisch-kirchlichen Ambitionen gleichwertig ist die wissenschaftliche Tätigkeit Gerberts. Seine rhetorischen Fähigkeiten wurden gerühmt, ebenso seine Kenntnisse besonders in der Mathematik und Astronomie. Erhalten hat sich die Geometria, hauptsächlich eine Sammlung antiker Schriften. Aber auch die Praxis wurde miteinbezogen. So beschreibt Gerbert in einem Brief (Bubnov: ep. 148) an den Mönch Remigius von Trier in einiger Ausführlichkeit die Herstellung eines Himmelsglobus. Richer von St. Remi ergänzt die Darstellung noch (Richeri Historiarum Liber III, 50). Beschrieben wird, dass eine Holzkugel mit Pferdehaut überzogen wurde. Auf diesen Überzug wurden in einfacher oder aufwändigerer Ausführung die Sternbilder farbig aufgetragen; entweder monochrom als Punkte in roter Farbe, oder aber unter Verwendung verschiedener Farben. In diesem Fall bleibt unklar, ob es sich auch dann nur um Punkte oder vielleicht um gemalte Sternbilder handelte. Einfache Exemplare eines Himmelsglobus waren nach dem Auftragen der Sternbilder fertig, während die besseren noch mit einem Horizontring versehen wurden. Verbunden sind mit Gerbert die Verwendung von Abakus und Astrolabium. So erweist sich Gerbert als Repräsentant seiner Zeit, sowohl der politisch-kirchlichen Entwicklungen als auch des frühmittelalterlichen Bildungskanons. Nach Oswald Spengler war er es, der um 1000 die „Konstruktion der Schlag- und Räderuhren erfunden“ habe.
In diesem Zusammenhang schrieb man ihm die Einführung der arabischen Zahlschrift einschließlich der Null ins abendländische Rechnen zu, was aber nachweislich erst im Verlauf des 12. Jahrhunderts durch Übersetzungen des Rechenbuches von Al-Chwarizmi geschah. Richtig ist dagegen, dass Gerbert während seiner Studienzeit in Andalusien zwar auch die arabischen Ziffern kennengelernt hatte, aber noch nicht die Null.
Er besaß Anteil an der Einführung einer mittelalterlichen Sonderform des Abakus: eine Rechentafel mit (möglicherweise arabisch) bezifferten Rechensteinen aus Horn. Dieser Abakus setzte sich jedoch nicht durch.

## Legenden

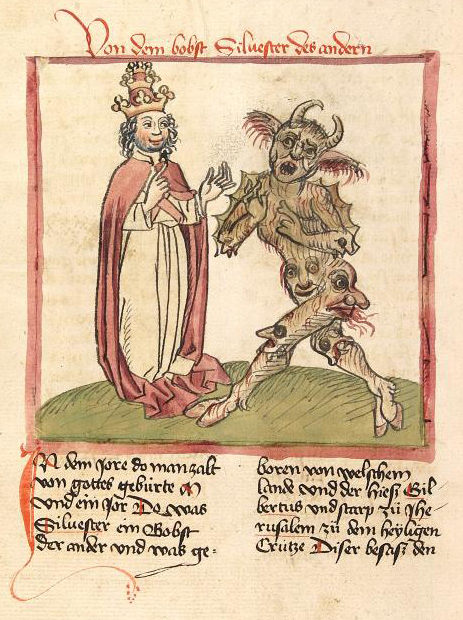
Darstellung des Teufelsbündnisses im Cod. Pal. germ. 137, f216v (um 1460)

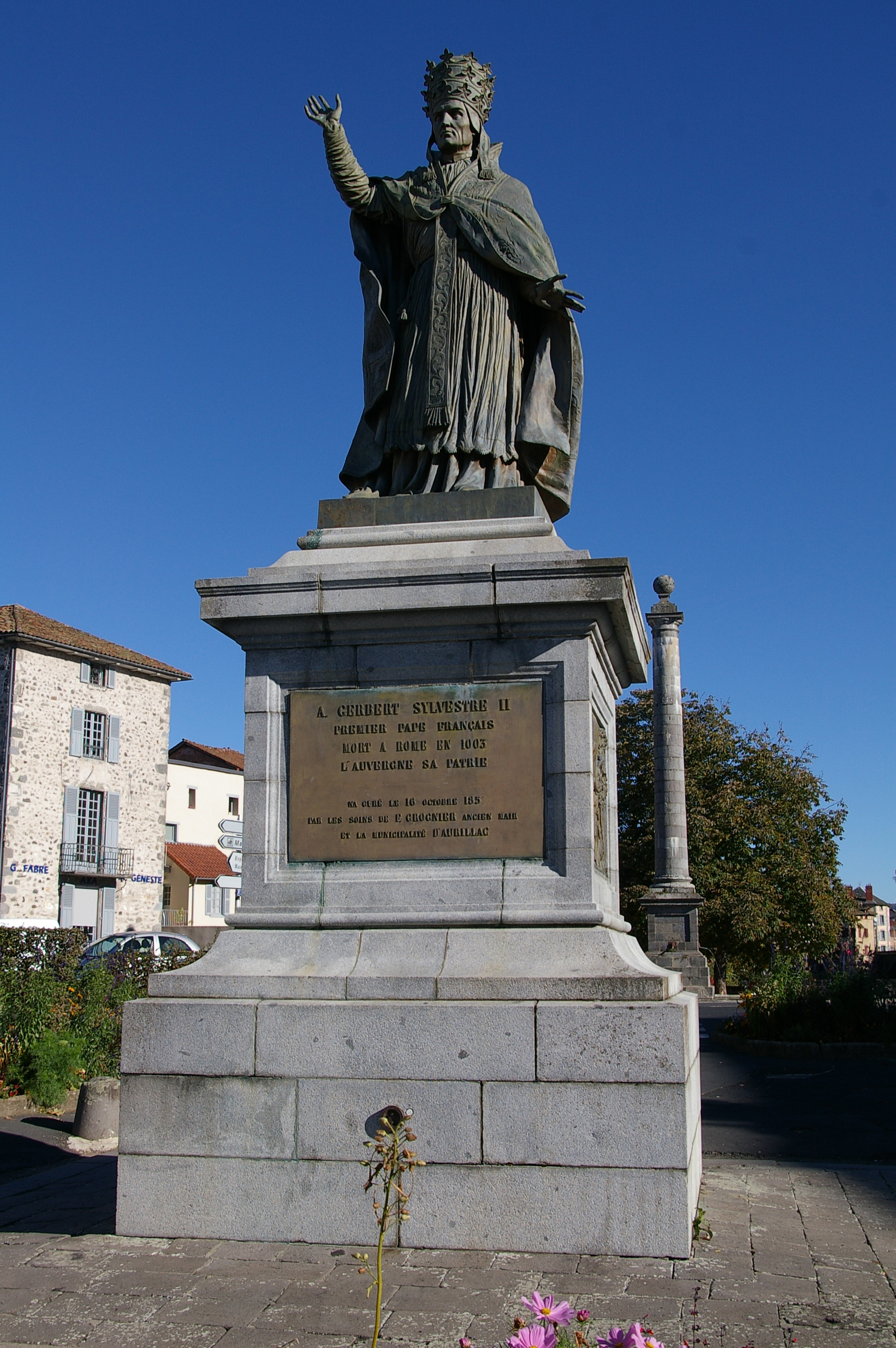
Denkmal für Papst Silvester II. in Aurillac, Auvergne, Frankreich

In den Zeiten ab etwa 1100 entwickelten sich Geschichten, Silvester II. hätte sich mit Magie beschäftigt und sei mit dem Teufel im Bunde gewesen.
Der Legende nach studierte Gerbert während seines Aufenthalts in al-Andalus in Córdoba und Sevilla.
Papst Silvester soll auch in der Neujahrsnacht vor der ersten Jahrtausendwende zitternd die Messe gefeiert haben, da er mit dem Weltuntergang während der Wandlung gerechnet habe.

## Roman
- Gerhart Ellert, Der Zauberer. Roman. F. Speidelsche Verlagsbuchhandlung, Wien und Leipzig 1933. Neuausgabe: Carinthia, Klagenfurt 1981, ISBN 3-85378-185-3.